# Topologie komplementarne
Topologie komplementarne – dwie topologie określone na wspólnej przestrzeni, które są jednocześnie niezależne i transwersalne, tzn. ich część wspólna jest topologią koskończoną, natomiast ich suma jest podbazą topologii dyskretnej lub, innymi słowy, generuje topologię dyskretną. Badania nad topologiami komplementarnymi zapoczątkował A. K. Steiner w 1966 roku.

## Definicje
Niech {\displaystyle X} będzie niepustym zbiorem. Rodzina
{\displaystyle \{A\subseteq X\colon \,A=\varnothing \vee |X\setminus A|<\aleph _{0}\}}
jest topologią w zbiorze {\displaystyle X} nazywaną topologią koskończoną.
Topologie {\displaystyle \tau } i {\displaystyle \sigma } w zbiorze {\displaystyle X} nazywa się:
- niezależnymi, gdy topologia {\displaystyle \tau \cap \sigma } jest topologią koskończoną.
- transwersalnymi, gdy suma {\displaystyle \tau \cup \sigma } generuje topologię dyskretną, tzn. najmniejszą topologią zawierającą rodzinę {\displaystyle \tau \cup \sigma } jest topologia dyskretna.
- komplementarnymi, gdy są równocześnie niezależne i transwersalne.

## Własności
- Twierdzenie Steinera (1966): nie istnieje w zbiorze przeliczalnym (nieskończonym) para niezależnych topologii typu T2.
- Jeśli {\displaystyle (X,\tau )} jest przestrzenią Hausdorffa to istnieje topologia {\displaystyle \sigma } w zbiorze {\displaystyle X} taka, że topologie {\displaystyle \tau ,\sigma } są transwersalne oraz {\displaystyle (X,\sigma )} jest przestrzenią zwartą[3].